# روری رید (روزنامه‌نگار)
روری رید (انگلیسی: Rory Reid؛ زادهٔ ۱۲ اکتبر ۱۹۷۹)، مجری تلویزیونی و روزنامه‌نگار و خبرنگار اهل انگلستان است که تخصصش در زمینهٔ اتومبیل و تکنولوژی است. وی از سال ۱۹۹۸ میلادی تاکنون مشغول فعالیت بوده‌است.
او مدتی مجری شبکه‌های اسکای و سی‌نت بود و هم‌اکنون یکی از مجریان برنامهٔ «تخت‌گاز» است.